# Ross Ulbricht
Ross William Ulbricht (sinh ngày 27 tháng 3 năm 1984) là một người Mỹ nổi tiếng bị kết án vì đã tạo và vận hành chợ đen darknet Silk Road từ năm 2011 cho đến khi bị bắt vào năm 2013. Trang web được thiết kế để sử dụng Tor ẩn danh và bitcoin làm tiền tệ. Bút hiệu trực tuyến của Ulbricht là "Dread Pirate Roberts" theo tên nhân vật hư cấu trong tiểu thuyết Nàng dâu công chúa và bộ phim chuyển thể.
Vào tháng 2 năm 2015, Ulbricht đã bị kết án về tội rửa tiền, hack máy tính, âm mưu lừa đảo tài liệu nhận dạng giao thông và âm mưu sử dụng đường dây ma túy bằng Internet. Vào tháng 5 năm 2015, anh ta bị kết án hai lần chung thân cộng với bốn mươi năm tù không được ân xá. Kháng cáo của Ulbricht lên Toà án Phúc thẩm Khu vực hai Hoa Kỳ năm 2017 và Tòa án Tối cao Hoa Kỳ năm 2018 đã không thành công. Việc truy tố bị bác bỏ với một bản cáo trạng năm năm chưa được thực hiện vào tháng 7 năm 2018. Anh hiện đang bị giam giữ tại Nhà tù bang Hoa Kỳ ở Tucson.

## Những năm đầu đời và giáo dục
Ulbricht lớn lên ở khu vực đô thị Austin. Anh ta là Hướng đạo sinh, đạt cấp bậc Eagle Scout. Anh học trường trung học West Ridge,và trường trung học Westlake, gần Austin. Anh tốt nghiệp trung học năm 2002.
Anh theo học Đại học Texas tại Dallas với học bổng toàn phần, và tốt nghiệp năm 2006 với bằng cử nhân vật lý. Sau đó, ông theo học Đại học bang Pennsylvania, nơi ông đang theo học chương trình thạc sĩ về khoa học vật liệu và kỹ thuật và nghiên cứu về tinh thể học. Khi Ulbricht tốt nghiệp, anh bắt đầu quan tâm đến lý thuyết kinh tế tự do. Cụ thể, Ulbricht tuân thủ triết lý chính trị của Ludwig von Mises, ủng hộ Ron Paul và tham gia các cuộc tranh luận ở trường đại học để thảo luận về quan điểm kinh tế của ông.
Ulbricht tốt nghiệp từ bang Pennsylvania năm 2009 và trở về Austin. Đến lúc này, Ulbricht, thường xuyên cảm thấy bất mãn về công việc, muốn trở thành một doanh nhân, nhưng những nỗ lực đầu tiên của anh ta để bắt đầu kinh doanh của riêng mình đã thất bại. Anh đã thử đầu cơ chứng khoán và bắt đầu một công ty trò chơi video. Mẹ anh tuyên bố rằng hồ sơ LinkedIn của anh đề cập đến một trò chơi nhập vai trực tuyến nhiều người chơi, không phải là một chợ darknet, khi anh tuyên bố: "Tôi đang tạo ra một mô phỏng kinh tế để cung cấp cho mọi người trải nghiệm trực tiếp về những gì nó sẽ sống trong một thế giới không sử dụng vũ lực một cách có hệ thống. ":7:20 Cuối cùng, ông hợp tác với người bạn Donny Palmertree để giúp xây dựng một người bán sách được sử dụng trực tuyến, Good Wagon Books.

## Silk Road, bắt giữ và xét xử
Ulbricht đã hình dung Silk Road như một thử nghiệm thị trường tự do với sự nhấn mạnh vào tính ẩn danh của người dùng. Anh tin rằng mọi người nên có quyền mua và bán bất cứ thứ gì họ muốn miễn là họ không làm tổn thương bất cứ ai. Silk Road được thiết kế để sử dụng Tor và bitcoin. Tor là một mạng thực hiện các giao thức mã hóa dữ liệu và phân tuyến lưu lượng truy cập Internet thông qua các máy chủ trung gian ẩn danh địa chỉ IP trước khi đến đích cuối cùng. Bằng cách lưu trữ chợ đen của mình dưới dạng trang Tor, Ulbricht có thể che giấu địa chỉ IP của mình. Bitcoin là một tiền mã hóa; trong khi tất cả các giao dịch bitcoin được ghi lại trong nhật ký, blockchain, người dùng tránh liên kết danh tính của họ với "ví" trực tuyến của họ có thể thực hiện các giao dịch một cách ẩn danh cao.
Ulbricht đã sử dụng tên người dùng Dread Pirate Roberts cho Silk Road. Tuy nhiên, chưa chắc chắn rằng liệu anh ta có phải là người duy nhất sử dụng tài khoản đó hay không. Dread Pirate Roberts lấy cảm hứng của mình từ cuốn tiểu thuyết Alongside Night và các tác phẩm của Samuel Edward Konkin III  khi tạo ra thị trường Silk Road.
Ulbricht bắt đầu phát triển chợ đen trực tuyến của mình vào năm 2010 như là một dự án phụ của Good Wagon Books. Anh cũng thỉnh thoảng giữ một cuốn nhật ký lịch sử hoạt động của Con đường tơ lụa; trong mục đầu tiên của mình, anh đã phác thảo tình huống của mình trước khi ra mắt và dự đoán ông sẽ biến năm 2011 thành "năm thịnh vượng" thông qua các dự án của mình. Ulbricht cũng có thể đã có một tài liệu tham khảo về Silk Road trên trang LinkedIn của mình, nơi ông đã thảo luận về mong muốn "sử dụng lý thuyết kinh tế như một phương tiện để xóa bỏ việc sử dụng sự ép buộc và xâm lược giữa nhân loại" và tuyên bố "Tôi đang tạo ra một mô phỏng kinh tế để đưa ra mọi người trải nghiệm trực tiếp về việc sống trong một thế giới mà không cần sử dụng vũ lực một cách có hệ thống." Ulbricht chuyển đến sống ở San Francisco trước khi bị bắt. 

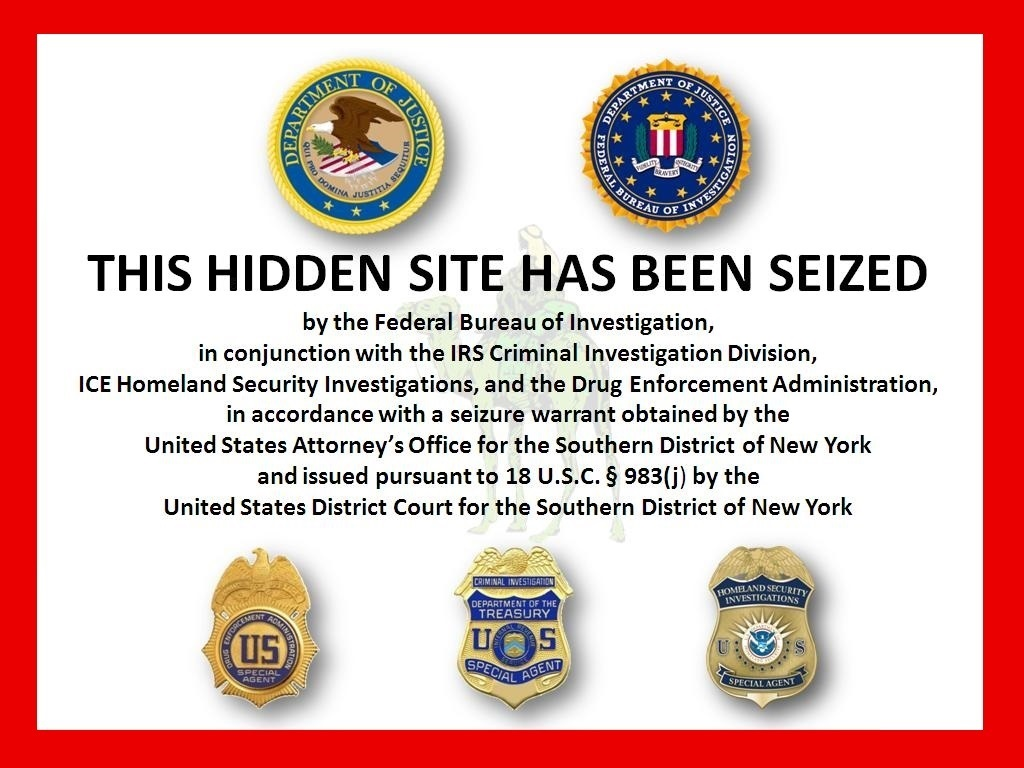
Hình ảnh được đặt trên Silk Road nguyên bản sau khi bị FBI tịch thu tài sản

Ulbricht lần đầu tiên được xâu chuỗi với "Dread Pirate Roberts" bởi Gary Alford, một điều tra viên của IRS làm việc với DEA về vụ án Silk Road, vào giữa năm 2013. Kết nối được tạo bằng cách liên kết tên người dùng "altoid", được sử dụng trong những ngày đầu của Silk Road để thông báo trang web và một bài đăng trên diễn đàn trong đó Ulbricht, đăng dưới biệt danh "altoid", yêu cầu trợ giúp lập trình và cho địa chỉ email của anh ấy, chứa tên đầy đủ của mình. Vào tháng 10 năm 2013, Ulbricht đã bị FBI bắt giữ khi đang ở chi nhánh Công viên Glen của Thư viện Công cộng San Francisco và bị buộc tội là "chủ mưu" đằng sau trang web.
Để ngăn Ulbricht mã hóa hoặc xóa các tập tin trên máy tính xách tay mà anh ta đang sử dụng để điều hành trang này khi anh ta bị bắt, hai đặc vụ giả vờ là những người yêu nhau đang cãi nhau. Khi họ đã đánh lạc hướng anh ta, theo Joshuah Bearman của Wired, một đặc vụ thứ ba đã lấy chiếc máy tính xách tay trong khi Ulbricht bị phân tâm  và đưa nó cho đặc vụ Thomas Kiernan. Kiernan sau đó chèn một ổ đĩa flash vào một trong các cổng USB của máy tính xách tay, với phần mềm sao chép.
Vào ngày 21 tháng 8 năm 2014, Ulbricht bị buộc tội rửa tiền, hack máy tính và âm mưu xây dựng đường dây ma túy.
Vào ngày 4 tháng 2 năm 2015, Ulbricht đã bị kết án về mọi tội danh sau phiên tòa xét xử bồi thẩm diễn ra vào tháng 1 năm 2015. Vào ngày 29 tháng 5 năm 2015, anh ta bị kết án tù chung thân 2 lần cộng với bốn mươi năm, mà không có khả năng được ân xá.
Vào ngày cuối cùng của phiên tòa, Serrin Turner, công tố viên chính, đã gửi đến bồi thẩm đoàn và tuyên bố rằng không có ai bị giết trong số sáu vụ giết người thuê xảy ra. Một cáo buộc tội giết người thuê ban đầu đã được đệ trình vào tháng 10 năm 2013 trong một bản cáo trạng đang chờ xử lý riêng ở Maryland (sau đó đã bị bác bỏ vào tháng 7 năm 2018);  năm cáo buộc khác chưa bao giờ được đệ trình lên.

## Sau khi kết án
Các luật sư của Ulbricht đã đệ đơn kháng cáo vào ngày 12 tháng 1 năm 2016, tập trung vào các tuyên bố rằng việc truy tố bất hợp pháp việc giữ lại bằng chứng về sự bất hợp lý của các đặc vụ DEA trong cuộc điều tra Silk Road, trong đó hai đặc vụ đã bị kết án. Ulbricht cũng cho rằng bản án của mình quá khắc nghiệt. Cuộc tranh luận cho kháng cáo được tổ chức vào ngày 6 tháng 10 năm 2016. Vào ngày 31 tháng 5 năm 2017, Toà án Phúc thẩm Khu vực hai Hoa Kỳ đã bác bỏ kháng cáo của Ulbricht và khẳng định bản án chung thân theo ý kiến của Thẩm phán Hoa Kỳ Gerard E. Lynch.
Vào ngày 22 tháng 12 năm 2017, Ulbricht đã đệ đơn thỉnh cầu certiorari lên Tòa án Tối cao Hoa Kỳ. Đơn của anh gồm hai vấn đề chính: (1) "Việc có bắt giữ thông tin lưu lượng truy cập Internet của một cá nhân mà không có nguyên nhân có thể vi phạm Điều sửa đổi thứ tư hay không"; và, (2) "Liệu Bản sửa đổi thứ sáu có cho phép các thẩm phán tìm ra các sự kiện cần thiết để hỗ trợ một bản án không hợp lý hay không."
Vào ngày 5 tháng 2 năm 2018, hai mươi mốt người đã nộp năm bản tóm tắt amicus curiae để hỗ trợ Ulbricht, bao gồm Hiệp hội Luật sư Quốc gia, Hội Chữ thập đen Hoa Kỳ, Tổ chức Lý do, Liên minh Chính sách Ma túy và Quỹ Downsize DC.
Vào ngày 7 tháng 3 năm 2018, chính phủ Hoa Kỳ đã phản hồi về kiến nghị của Ulbricht. Chính phủ cho rằng một quyết định về vấn đề lần kháng cáo đầu tiên của anh ta nên được hoãn lại cho đến khi một quyết định được ban hành trong Carpenter v. Hoa Kỳ, liên quan đến mối quan tâm tương tự liên quan đến việc thu thập dữ liệu truyền thông. Chính phủ đề nghị bác bỏ hoàn toàn vấn đề thứ hai, với lý do thiếu tiền lệ hỗ trợ cũng như lưu ý rằng yêu cầu sửa đổi thứ sáu không được nêu ra trước khi nộp đơn khởi kiện.
Vào ngày 28 tháng 6 năm 2018, Tòa án Tối cao Hoa Kỳ đã từ chối xem xét kháng cáo của Ulbricht. Yêu cầu hủy bỏ bản án của Ulbricht với cáo buộc hỗ trợ không hiệu quả từ các luật sư bào chữa đã bị từ chối vào tháng 8 năm 2019.
Vào ngày 20 tháng 7 năm 2018, Luật sư Hoa Kỳ của Quận Maryland Robert K. Hur đã đệ đơn yêu cầu "bác bỏ với định kiến" bản cáo trạng có chứa các tội danh giết người để thuê, có nghĩa là các cáo buộc không bao giờ có thể được đệ trình. Vào ngày 26 tháng 7 năm 2018, các cáo buộc đã chính thức bị bác bỏ bởi Thẩm phán quận Hoa Kỳ Catherine C. Blake, người đã đưa ra các kiến nghị bác bỏ.
Một kiến nghị khoan hồng đối với Tổng thống Donald Trump đã đạt 55.000 chữ ký vào tháng 10 năm 2018.

## Bị tống giam
Trong phiên tòa của mình, Ulbricht bị tống giam tại Trung tâm Cải huấn Metropolitan, New York. Bắt đầu từ tháng 7 năm 2017, anh ta bị giữ tại USP Florence High, thuộc Cục Nhà tù Liên bang (BOP) số 18870-11. Mẹ của anh Lyn chuyển đến Colorado để cô có thể đến thăm anh thường xuyên. Ulbricht kể từ đó đã được chuyển sang USP Tucson.